# Бурсак, Фёдор Яковлевич
Фёдор Яковлевич Бурсак (1750—1827) — войсковой атаман Черноморского казачьего войска в 1799—1816 годах, генерал-майор (17.02.1808).

## Биография
Родился в 1750 году в дворянской семье Антоновичей на Харьковщине и в юности обучался в Киевской бурсе, но оттуда бежал в Запорожскую Сечь, где по традиции получил новую фамилию-прозвище — Бурсак.
Участвовал рядовым казаком в русско-турецкой войне 1768—1774 годов, в походах светлейшего князя Г.А. Потёмкина в Крым. Отвага и храбрость выдвинули его в ряды офицеров. Бурсак одним из первых записался у Захария Чепеги в формировавшиеся команды «Войска верных казаков». В их составе он неоднократно отличался при штурме Очакова, Гаджибея, Измаила. А. В. Суворов дал высокую оценку его подвигам, представив к награждению золотым знаком.
С поселением Черноморского войска на Кубани Бурсак был избран войсковым казначеем и входил в число войсковой старшины. Назначенный 22 декабря 1799 года войсковым атаманом, он провел ряд мероприятий по благоустройству Екатеринодара и края, наладил добрососедские отношения с некоторыми горскими народами, открыл меновые дворы.
В 1803 году на восточной части эспланады Екатеринодарской крепости он открыл первое на Кубани учебное заведение, которое спустя год было преобразовано в войсковое училище. А в 1805 году при этом училище Федор Бурсак и протоиерей Кирилл Россинский открыли первую на Кубани библиотеку. В те же годы стараниями Бурсака казаки достроили деревянный войсковой собор, а вокруг него кирпичные флигеля для размещения холостяков из всех сорока куреней. Было принято также решение основать на Кубани суконную фабрику, а вне города Екатеринодара — конезавод и овчарню.
В 1806-1812 гг. проходила новая русско-турецкая война и войсковой атаман Бурсак осуществил ряд экспедиций за Кубань, силой оружия защищая безопасность границ.
23 марта 1816 года войсковой атаман Бурсак в чине генерал-майора вышел в отставку.
Похоронен был Фёдор Яковлевич Бурсак в 1827 году возле войскового собора на Крепостной площади Екатеринодарской крепости.

### Семья

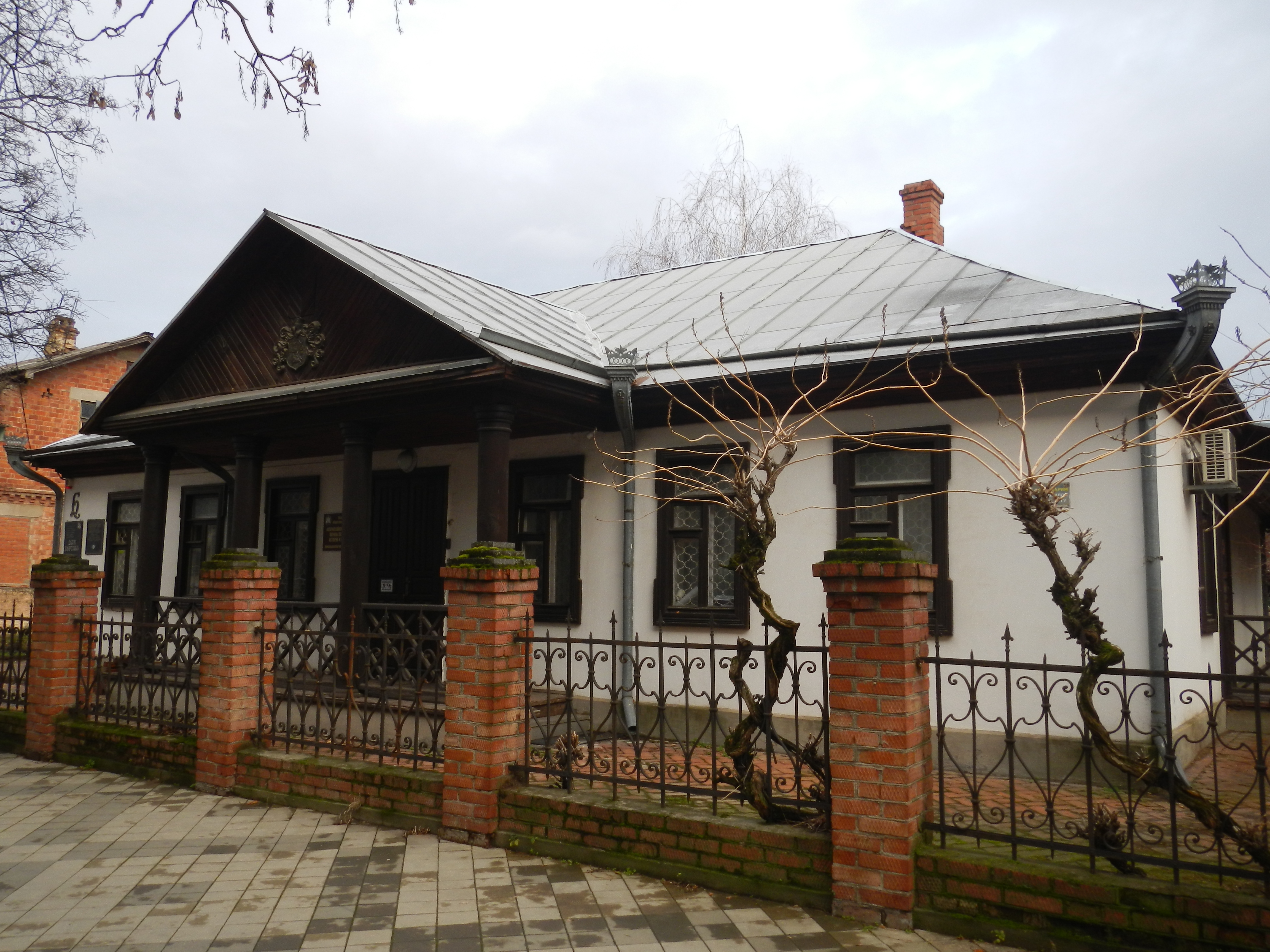
Дом Ф. Я. Бурсака в Краснодаре.

У Фёдора Яковлевича было два сына — Афанасий Фёдорович и Павел Фёдорович (?—1858), оба они стали военными. Афанасий Бурсак основал в 1811 году по распоряжению военного министра казачью сотню из черноморских казаков для лейб-гвардии Казачьего полка и стал первым её командиром. В Отечественной войне 1812 года сотня принимала активное участие в составе войск атамана Платова. В 1812 году Казачий полк и сотня Бурсака 2-го (4-й эскадрон) стали именоваться как «Собственный Его Императорского Величества конвой». В заграничном походе в 1813 году полк спас в битве под Лейпцигом трёх императоров во главе с Александром I (наблюдавших за боем) от неожиданной атаки французской кавалерии. Позже черноморская сотня Бурсака участвовала во взятии Парижа. В 1913 году 1-му Черноморскому полку Кубанского казачьего войска присваивается навечно имя А. Ф. Бурсака.
Внуки — Пётр Павлович и Павел Павлович Бурсак — состояли на службе в Черноморском казачьем войске и дослужились до высоких чинов.
Дом Фёдора Яковлевича Бурсака в Екатеринодаре находился недалеко от крепости. Значительно выделяясь среди приземистых городских построек, он представлял собой деревянное строение с колоннами, украшавшими крыльцо, и фамильным гербом, укрепленным на фронтоне здания (дом Бурсака сохранился до нашего времени [ул. Красноармейская 6], но за ветхостью конструкций был полностью реставрирован; ныне в нём находится мемориальный музей рода Бурсаков).

## Память
В Северо-Кавказской железной дороге на линии «Тихорецкая — Краснодар» в посёлке Бейсуг имеется железнодорожная станция Бурсак — названная по имени атамана.